# Estado de conciencia
El estado de conciencia (también, estado de consciencia o vigilia) es aquel en que se encuentran activas las funciones neurocognitivas superiores. Determina la percepción y el conocimiento del mundo psíquico de cada persona y del mundo circundante.

## Generalidades

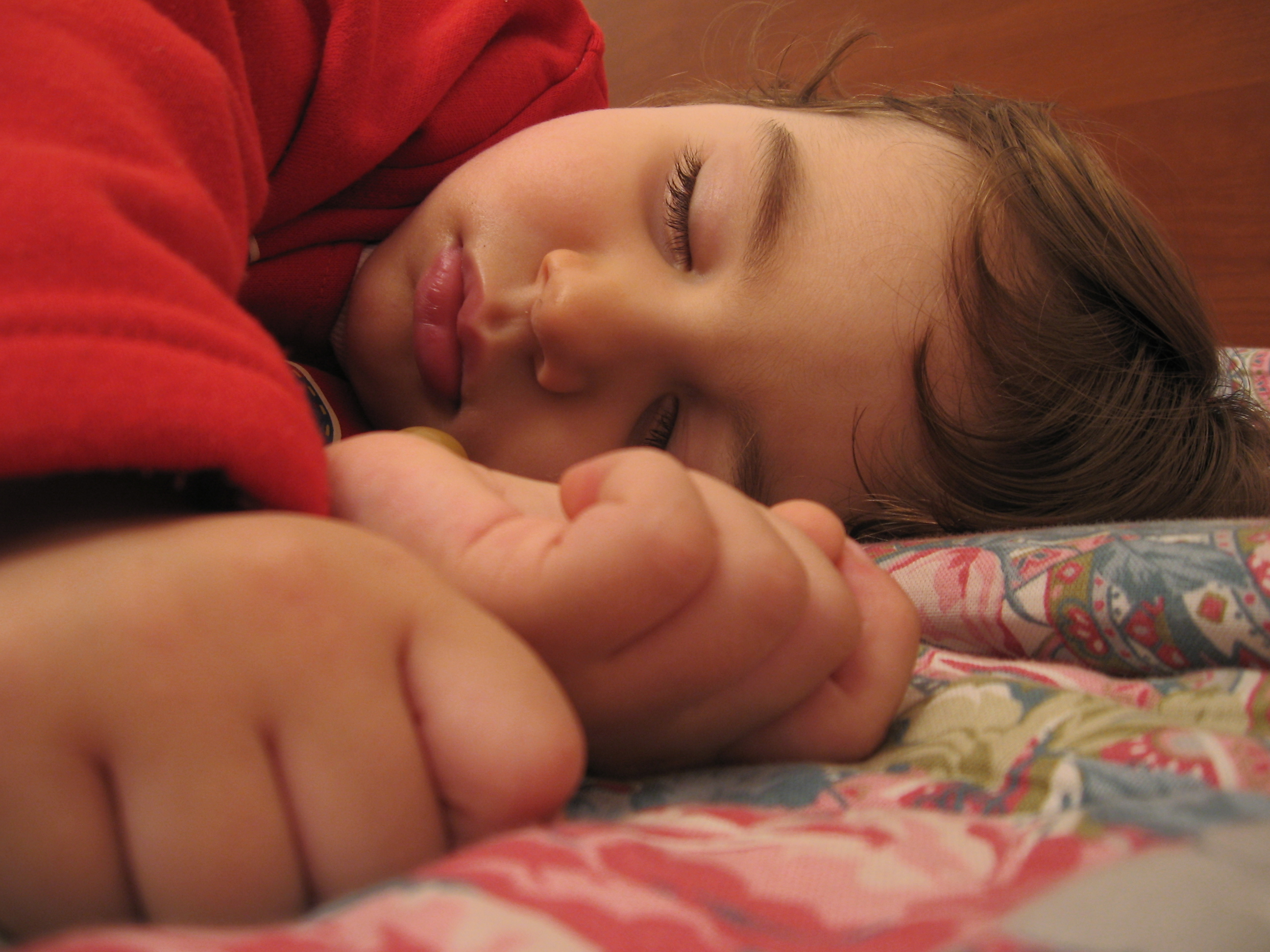
Un niño durmiendo.

Existen muchos fenotipos en el estado de consciencia. Ejemplos claros son el estado de sueño y el estado de vigilia.
Los estados de consciencia alterados (o modificados) muestran la existencia de niveles o fases de vigilia distintas. Estos niveles distintos pueden ser inducidos y alterados de forma artificial o ser producto de otras causas.
- Pueden ser inducidos mediante drogas o alucinógenos o por una práctica, como discusión, autosugestión, deporte, hipnosis, meditación, pranayama, arengar, etc.

- Pueden ser producto de una patología, agotamiento, ayuno, deshidratación, esquizofrenia, intoxicación, manía, insomnio, privación de sueño, etc.

### Los estados ordinarios de la consciencia
Los fisiólogos distinguen los siguientes estados normales de consciencia:
- La vigilia, estado de alerta caracterizado por un conocimiento permanente de sí mismo y de su entorno. Es una etapa de actividad.[1]
- El sueño, que a su vez se divide, para su estudio, en dos grandes etapas:
  - El sueño lento o sueño de ondas lentas (SOL).
  - El sueño REM o sueño MOR (sueño con movimientos oculares rápidos), etapa en la cual se presentan con mayor frecuencia los sueños, es decir, las imágenes oníricas o ensoñaciones.

Algo importante para recordar es que no debemos confundir estados mentales con estados de consciencia.

### Las alteraciones de la consciencia
La alteración de la consciencia es una constante que aparece en la mayoría de los problemas psiquiátricos y en gran cantidad de problemas médicos. En su estado normal, la consciencia permite al sujeto dar una respuesta apropiada a los estímulos sensitivos y sensoriales. Sobre todo a las más complejas: los estímulos verbales, como escuchar, y las espaciales, como conducir. Difiere de la vigilia, en que la vigilia, la capacidad del sistema nervioso de adaptarse a una situación nueva, depende del sistema reticular activador. Los factores causales más comunes incluyen: trauma, accidentes cardiovasculares, drogas, envenenamientos, fiebre, desórdenes metabólicos, meningitis, infecciones, tumores cerebrales, desórdenes convulsivos, descompensación cardiaca.
- Alteraciones no patológicas: El sueño es una etapa del funcionamiento del organismo absolutamente necesaria. Tiene dos estados o fases distintas, que son: sueño NREM o sueño NMOR (sueño sin movimientos oculares rápidos) y sueño REM o sueño MOR (sueño con movimientos oculares rápidos, caracterizado también por sueños muy frecuentes).

- Alteraciones patológicas: cualitativas y cuantitativas.

#### Cuantitativas

##### Por actividad motora disminuida odisminución del nivel de consciencia
Comprendido por grados, está dividido en 3 grupos principales:
- Coma. Es el más grave de los problemas de la consciencia y de la vigilia. Altera de forma más o menos total las funciones de relación. Un enfermo en coma puede no reaccionar ni a estímulos nociceptivos (que provocan una agresión dolorosa de los tejidos, por ejemplo, pincharlos o perforarlos). Físicamente no funcionan y mentalmente están dormidos, pero a veces suelen responder a ciertos estímulos aunque no es muy frecuente.

- Somnolencia y sopor. Es un oscurecimiento homogéneo de la consciencia, de mayor profundidad que la Obnubilación. Se caracteriza por una disminución de la actividad de vigilia, siendo la diferencia la mayor intensidad y profundidad del sopor frente a la somnolencia. Frecuentemente se confunde con el estupor en el que hay consciencia vigil.

- Obnubilación. Es un estado menos severo. La persona responde correctamente a las órdenes complejas (ejecuta órdenes escritas, realiza cálculo mental, etc.), pero con lentitud, fatiga o bastante dificultad de concentración.
- Obnubilación de consciencia:
  - Grado leve a moderado. Comprensión dificultada, sopor, confusión, estupor, incapacidad de acción espontánea y coma.
  - Grado profundo. Imposible cualquier actividad voluntaria consciente y ausencia de cualquier indicio de consciencia.

- Confusión mental. Es una alteración global y aguda de las funciones psíquicas, cuyas causas orgánicas o psíquicas son múltiples.

Síndromes psicopatológicos asociados a la disminución del nivel de consciencia:
1. Delírium: diferente de delirio, es una desorientación temporoespacial con trazas de ansiedad, de ilusiones alienantes y/o alucinaciones visuales.
2. Estado onírico: el individuo entra en un estado semejante a un sueño muy vívido; estado recurrente de psicosis tóxicas, síndromes de abstinencia a drogas y cuadros febriles tóxico-infecciosos.
3. Alienación: excitación psicomotora, incoherencia del pensamiento, perplejidad y síntomas alucinatorios oniroides.
4. Síndrome del cautiverio: la destrucción de la base del puente promueve una parálisis total de los nervios craneales bajos y de los miembros.

##### Por actividad motora incrementada
- Excitación
- Manía
- Delirio

#### Cualitativas
- Estados crepusculares: Surgen y desaparecen de forma abrupta y tienen duración variable —de pocas horas a algunas semanas—. Ejemplos serían: alucinación, sonambulismo, terror nocturno.

- Disociación de consciencia. Pérdida de la unidad psíquica común del ser humano, en la cual el individuo se “desliga” de la realidad para dejar de sufrir.

- Trance. Especie de sueño acordado, con la presencia de actividad motora automática y estereotipada acompañada de suspensión parcial de los movimientos voluntarios.

- Estado hipnótico. Técnica refinada de concentración de la atención y alteración inducida del estado de consciencia.

## Conducta a seguir frente a una alteración de la conciencia
La alteración de la conciencia es un síntoma. El caso más grave es el de la parada cardiorrespiratoria, que requiere avisar rápidamente a los servicios de socorro y emprender una reanimación cardiopulmonar.
Si la persona no reacciona pero respira, se tienen que proteger sus vías aéreas, poniéndola en posición lateral de seguridad, esperando poder determinar la causa de este estado.
Si la persona está consciente pero presenta trastornos de la conciencia: somnolencia fuera del ritmo natural del sueño, palabras incoherentes o incomprensibles, cambios de humor rápidos e incomprensibles, actitud agresiva..., es necesario llamar a los equipos de emergencia y describirles el estado de la persona, y después seguir sus consejos.

### Perspectivas
Los estados de conciencia son estudiados por la medicina, la psiquiatría, la psicología, la fisiología y las neurociencias, en estrecha colaboración con la física, para crear modelos explicativos del funcionamiento de la conexión sináptica en el cerebro.[cita requerida]
El método científico ha considerado los estados de conciencia alterados desde una perspectiva fisiológica. En este sentido, se han configurado modelos explicativos de la alteración de conciencia, basados todos ellos en la dinámica de los neurotransmisores y de las áreas cerebrales que serían sobreestimuladas o infraestimuladas. Desde esta perspectiva, cuando la ciencia ha estudiado las mentes de santos o místicos, ha considerado sus estados de conciencia alterados: éxtasis, visiones, entre otros, como productos de alteraciones neuroquímicas cerebrales y por tanto patológicas. Un ejemplo, para citar un caso, serían los estudios acerca de las visiones y éxtasis de la santa alemana del siglo XII, Hildegarda de Bingen; ciertos estudios hablarían de la hipótesis, entre otras, de un origen migrañoso de sus visiones.